# Łamonowo (obwód smoleński)
Łamonowo (ros. Ламоново) – wieś (dieriewnia) w Rosji, w obwodzie smoleńskim, w rejonie poczinkowskim. W 2010 liczyła 115 mieszkańców.